# Atelopus podocarpus
Espèce
Statut de conservation UICN

 CR D : 
En danger critique
Atelopus podocarpus est une espèce d'amphibiens de la famille des Bufonidae.

## Répartition
Cette espèce se rencontre sur les páramo et les subpáramo  :
- au Pérou dans la région de Piura dans la cordillère de Huancabamba ;
- en Équateur dans les provinces de Loja et de Zamora-Chinchipe dans le sud de la cordillère Orientale.

## Étymologie
Cette espèce est nommée en référence au lieu de sa découverte, le parc national Podocarpus.

## Publication originale
- Coloma, Duellman, Almendáriz, Ron, Terán-Valdez, Guaysamin, 2010 : Five new (extinct?) species of Atelopus (Anura: Bufonidae) from Andean Colombia, Ecuador, and Peru. Zootaxa, no 2574, p. 1–54.